# FK Radnički 1923
FK Radnički 1923 (srbsky Фудбалски клуб Рaднички 1923 – ФК Рaднички 1923, Fudbalski klub Radnički 1923), také známý jako Crveni Đavoli je srbský fotbalový klub z Kragujevace. Klub v současné době hraje srbskou SuperLigu. Klub byl založen v roce 1923. V sezóně 2024/25 i 2025/26 klub hrál předkola Konferenční ligy UEFA.

## Slavní hráči
- Đorđe Rakić
- Nemanja Tomić
- Filip Kostić